# Carbonate (Lombardei)

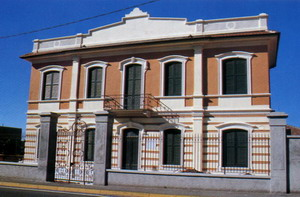
Kindergarten

Carbonate ist eine Kleinstadt in der italienischen Provinz Como, Region Lombardei.

## Lage und Einwohner
Die Fläche der Gemeinde umfasst 5 km², wobei ein Teil des Gebietes durch den Regionalpark Parco Regionale della Pineta di Appiano Gentile e Tradate eingenommen wird. Die Gemeinde hat 2950 Einwohner (Stand 31. Dezember 2023).
Die Nachbargemeinden sind Appiano Gentile, Gorla Maggiore (VA), Locate Varesino, Lurago Marinone, Mozzate und Tradate (VA).

## Sehenswürdigkeiten
- Pfarrkirche Santa Maria Assunta[2]